# Antonio Sottosanti
Antonio Sottosanti, detto Nino il fascista (Verpogliano, 1928 – Piazza Armerina, luglio 2004), è stato un attivista e militare italiano.
Inizialmente vicino all'estrema destra, si arruolò prima nella Legione straniera francese, e tornato in Italia si unì agli anarchici (nonostante continuasse pubblicamente a definirsi "mussoliniano"), ma venne accusato di essere un infiltrato dei servizi segreti vicino al gruppo neofascista di Ordine Nuovo, del quale tuttavia non fu mai membro. Venne indagato, ma mai processato nella vicenda della strage di Piazza Fontana.

## Biografia

### Origini
Nato in provincia di Gorizia da genitori filo-fascisti di origine siciliana (il padre Francesco Sottosanti venne ucciso il 4 ottobre 1930 a Verpogliano, forse da antifascisti slavi). Il fratello minore Fulvio, fu sindaco di Piazza Armerina e deputato di Alleanza Nazionale all'ARS negli anni '90.
Dopo la seconda guerra mondiale aveva lavorato in diversi paesi europei, per poi arruolarsi nella Legione straniera francese (con lo pseudonimo di Alfredo Solanti, per sua ammissione nel reparto informativo della stessa).
Tornato a Milano nel 1966 effettuò diversi lavori saltuari, iniziando anche a frequentare gli ambienti anarchici della città, fino al suo trasferimento in Sicilia nell'ottobre 1969. Nonostante questo, verrà sospettato di essere un infiltrato dell'estrema destra.

### Presunto "sosia di Valpreda"
Nell'ambito delle indagini e delle inchieste giornalistiche sulla strage spesso sono comparse alcune persone vicine a quelli che allora erano gli ambienti anarchici e dell'estremismo (di sinistra e di destra) che, seppur non implicati nell'attentato, sono stati al centro di eventi vicini a questo. Tra questi vi era Antonio Sottosanti, noto tra gli anarchici come "Nino il fascista": al tempo quarantenne.
Per una supposta somiglianza con Pietro Valpreda e dopo che Guido Giannettini, Nico Azzi e Pierluigi Concutelli avevano parlato dell'uso di un militante di destra come sosia dell'anarchico, viene a volte indicato dalla pubblicistica legata alla strage proprio come il sosia in oggetto. Secondo questa tesi il sosia venne utilizzato dai servizi deviati o dai gruppi di destra per portare la valigia con la bomba sul taxi e far ricadere quindi la responsabilità della strage sugli anarchici, come avverrà, secondo queste tesi, con Gianfranco Bertoli per la strage della Questura di Milano.
Secondo Carlo Digilio l'esecutore principale sarebbe stato Delfo Zorzi, poi assolto, ma sulla questione del sosia di Valpreda pare che si fosse trattata di una manovra deliberata per incastrare l'anarchico. Anche il dirigente neofascista Franco Freda (imputato come mandante assieme a Giovanni Ventura) ammise che «è possibile che, in carcere, io abbia detto che su quel taxi poteva esserci una persona diversa da Valpreda».
Sottosanti ha sempre negato il fatto e ha querelato diversi media, come il Corriere della Sera, che avevano dato per buona la tesi. Durante le indagini Sottosanti dimostrò di avere un alibi, che lo lega al caso Pinelli: il giorno dell'attentato infatti era proprio in compagnia del ferroviere anarchico, il quale gli aveva consegnato un assegno di 15.000 lire, come risarcimento spese da parte della Croce Nera Anarchica (un gruppo di solidarietà dei circoli anarchici) per essere tornato a Milano a testimoniare per confermare l'alibi di Tito Pulsinelli, accusato di aver effettuato un attentato alla caserma di pubblica sicurezza Garibaldi il 19 gennaio 1969. Pulsinelli, che era già agli arresti con altri anarchici in quanto indagati anche nell'ambito degli attentati del 25 aprile, verrà poi assolto da tutte le accuse in quanto estraneo ad entrambi i fatti.
Proprio la reticenza di Pinelli a parlare della presenza di Sottosanti e dell'assegno, dovuta al fatto che questo avrebbe potuto essere interpretato dalla procura come un pagamento per una confessione falsa, furono, secondo quanto riferito da Allegra in commissione stragi, tra i motivi che prolungarono il fermo dell'anarchico poi morto in questura. Lo stesso Allegra darà un duro giudizio sulla persona di Sottosanti.
Le accuse verso Sottosanti si rivelarono però infondate, perche nonostante egli fosse stato interrogato e indagato, non venne mai rinviato a giudizio e la sua posizione archiviata.
Antonio Sottosanti è morto nel luglio 2004.